# Enriqueta Compte y Riqué
Enriqueta Compte y Riqué (Barcelona, 31 de diciembre de 1866 – Montevideo, 18 de octubre de 1949) fue una maestra uruguaya nacida en España, fundadora del primer jardín de infantes de Uruguay en 1892 y famosa por haber contribuido de forma decisiva a la enseñanza preescolar en Uruguay y Latinoamérica.

## Biografía
Hija de padres catalanes, Enriqueta Compte y Riqué emigra al Uruguay con su familia en 1873, cuando era todavía una niña. A pesar de su miopía, Compte se dedica a estudiar magisterio graduándose con solo diecinueve años como maestra de primer grado y a los veinte años como maestra superior. En 1887 fue designada subdirectora del Instituto Normal de Señoritas, y durante ese mismo año viaja a Europa en misión oficial, enviada por el gobierno de Máximo Tajes, para especializarse en educación preescolar. Tenía encomendado interiorizarse de las enseñanzas de Friedrich Fröbel, creador del concepto de los jardines de infancia, motivo por el cual recorrió Bélgica, Alemania, Holanda, Francia y Suiza. Regresa de este viaje en septiembre de 1890. A su regreso, implantó el primer jardín de infancia en su país, por lo cual redactó un informe en el que expresó "la esperanza de realizar en la República, la creación de esos establecimientos, acercándose lo más posible al ideal de Fröbel, e incorporándolos a la organización pública de Instrucción Primaria."
Realizó numerosas publicaciones en revistas y libros especializados en niños de entre 3 y 6 años de edad. Con métodos psicológicos y pedagógicos, su trabajo se inclinó a estudiar a los niños respetando su individualidad y capacidad personal de aprendizaje.
También se integró a varias asociaciones que tenían por objetivo reivindicar los derechos de la mujer, la lucha contra la tuberculosis, como la Liga Uruguaya contra la Tuberculosis, y contra el alcoholismo y la trata de personas.
Fue precursora de la enseñanza laica, basada en las igualdades sociales y la superación de prejuicios y obstáculos que, a su criterio, eran perjudiciales para el alumno, pero sobre todo, para el niño como ser humano que no merece quedar marcado por un mundo lleno de disparidades de metas y posibilidades.
Su gran principio moral como educadora se puso de manifiesto cuando expresó:

"Cada vez que se abre mi escuela dos ansias llevo dentro, segura de ser feliz si las veo satisfechas: una es la de probar algo nuevo, otra la de buscar corregir los defectos descubiertos el día anterior".

Murió en Montevideo en 18 de octubre de 1949, a la edad de 82 años.

## Jardín de Infantes
Al fundarse el Jardín de Infantes de Montevideo, se puede decir, que este no fue igual a los que sirvieron de modelo en lo observado por Enriqueta en Europa, aunque algunas cosas se mantuvieron. Inspirada en el pensamiento de José Pedro Varela, fue a la postre precursora de la actual política de educación preescolar obligatoria. Sirvió además de inspiración a maestros preescolares de varios países, incluyendo Argentina, China, Japón y Rusia.

## Homenajes

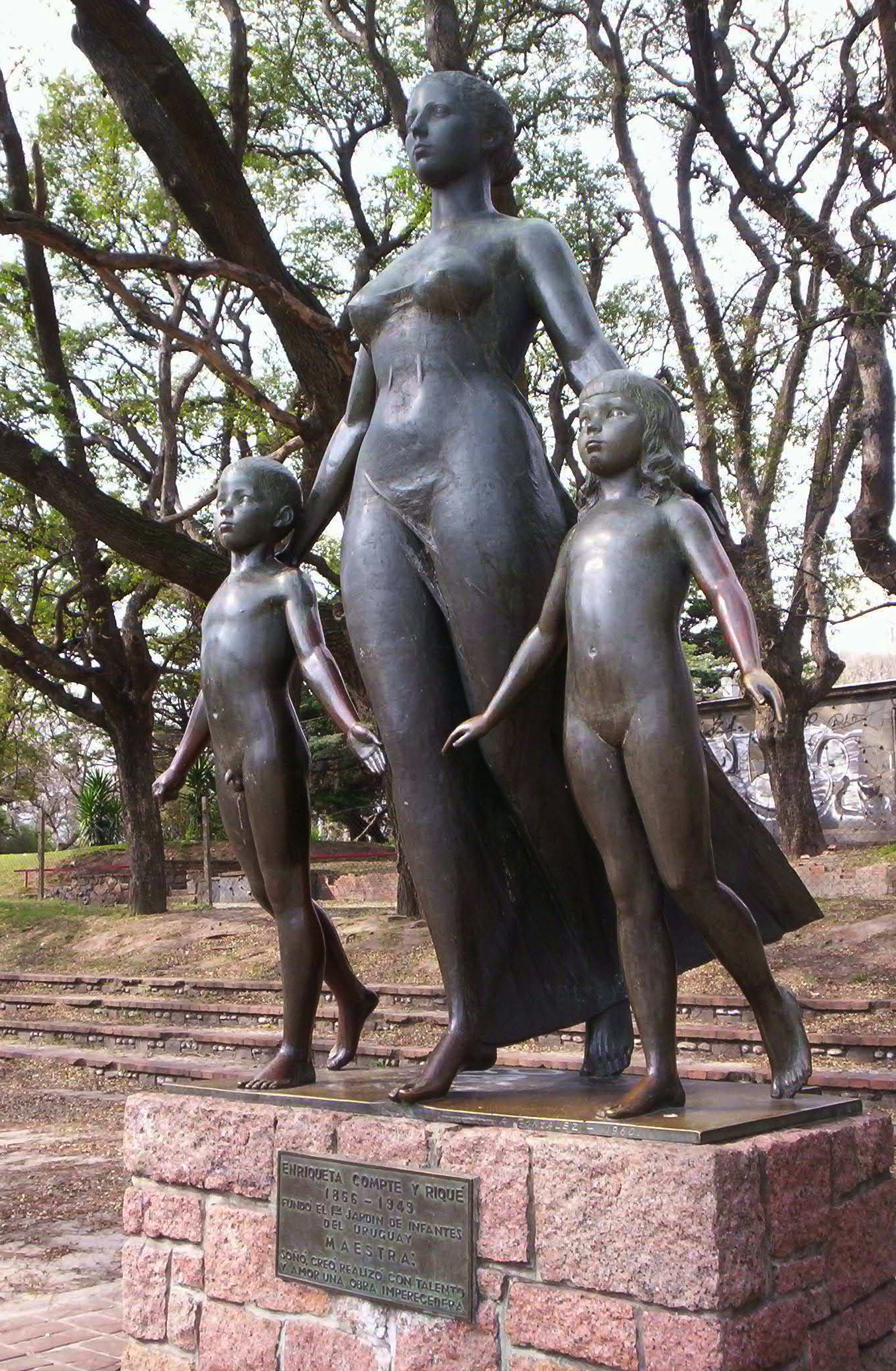
Monumento ubicado en el Rincón Infantil del Parque Rodó, por el escultor uruguayo Armando González.

Actualmente, la escuela preescolar más antigua del continente sudamericano, el Jardín de Infantes Nº 213, fundada por ella en 1892, en el barrio de la Aguada, lleva su nombre, al igual que una calle en Montevideo.
El 8 de marzo de 2016, el Correo Uruguayo emite un sello postal en su honor.
El tercer Congreso Nacional de Educación de Uruguay que culminó los días 9 y 10 de diciembre de 2017 llevó su nombre.

## Obra
- 1933, Lecciones de mi escuela
- 1933, Estudio y Trabajo
- 1948, Canciones y juegos de mi escuela